# Centrale nucléaire de McGuire
La centrale nucléaire de McGuire est située à environ 27 km au nord-ouest de Charlotte en Caroline du Nord, sur les rives du lac Norman, un lac artificiel de 132 km².

## Description
Cette centrale est équipée de deux réacteurs à eau pressurisée (REP) qui ont été construits par la compagnie Westinghouse :
- McGuire 1 : 1100 MWe, mis en service en 1981 pour une durée de 40 ans (2021).
- McGuire 2 : 1100 MWe, mis en service en 1983 pour une durée de 40 ans (2023).

Elle est exploitée par Duke Power Company et appartient à Duke Energy Corporation.

La centrale utilise l'eau du lac Norman pour son refroidissement. Ce lac avait été créé en 1963 par la société Duke Power pour la centrale hydroélectrique de Cowans Ford.